# Shields Ferry

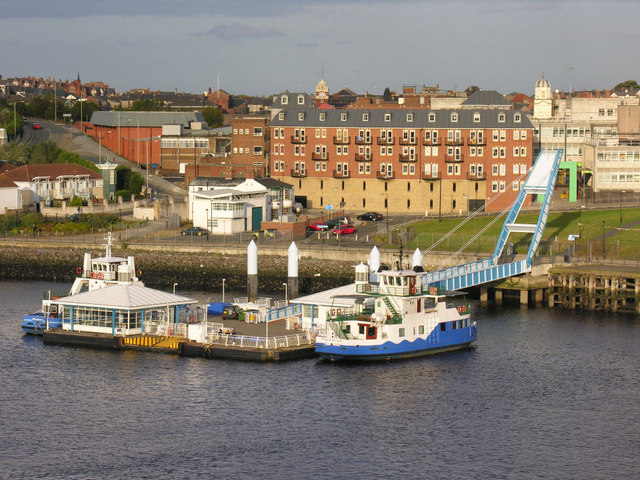
Terminal południowy w South Shields

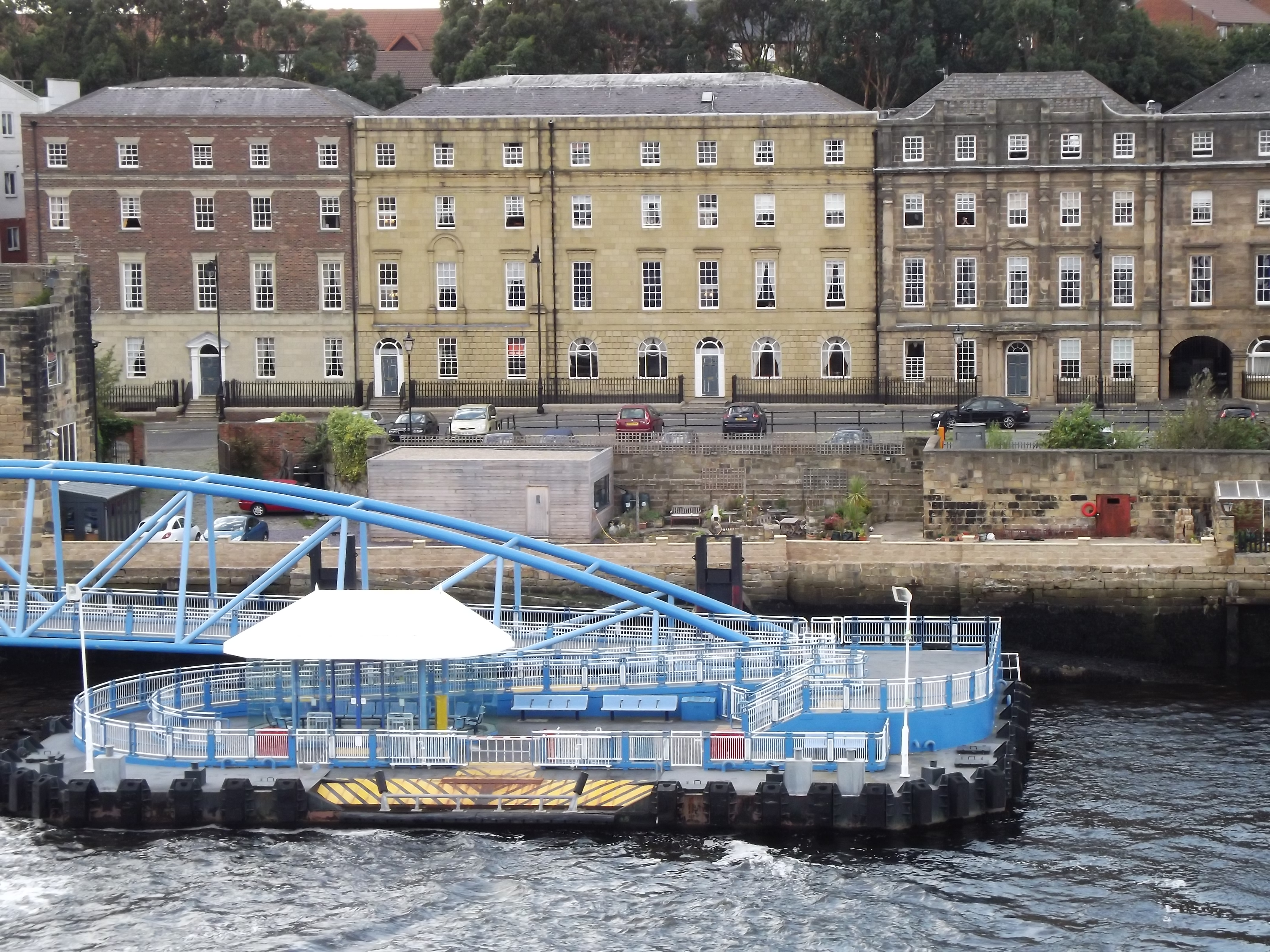
Terminal północny w North Shields

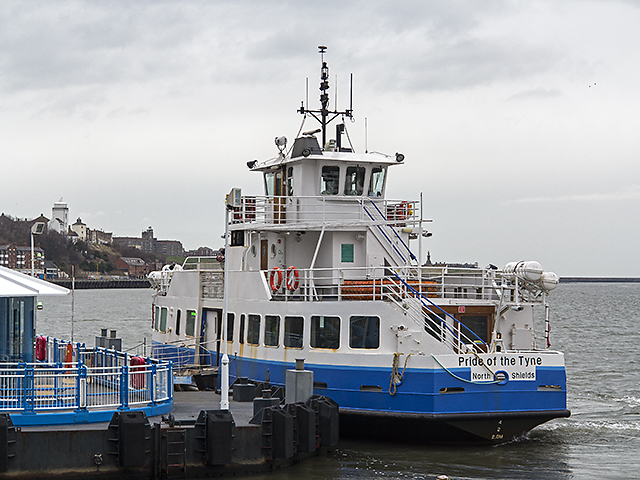
Pride of the Tyne przy terminalu w South Shields

Shields Ferry – przeprawa promowa przez rzekę Tyne w Anglii (hrabstwo Tyne and Wear) łącząca South Shields na południowym wschodzie i North Shields na północnym zachodzie.

## Historia
Porty w South Shields i North Shields średniowieczną historię, a pierwszy zapis o promie kursującym pomiędzy nimi pochodzi z 1377. Począwszy od 1816 roku na trasie tej kursował prom parowy. W 1828 licencję na obsługę przeprawy otrzymało przedsiębiorstwo "North Shields Ferry Company". Ich pierwsze trzy promy nosiły nazwy: Baron Newcastle, Durham i Northumberland. Potem Barona Newcastle zastąpił prom Tyne. W 1847 przewozy przejęło przedsiębiorstwo "Tyne Direct Ferry Company" (prom Percy). W następnych dziesięcioleciach operowały tu m.in. parowce wiosłowe kompanii "Tyne General Ferry Company", czy jednostki "Tyne Improvement Commission". W 1929 przez Tyne przebiegało jedenaście tras promowych, pomiędzy jej ujściem, a Newburn (każdego roku przeprawiały one około 400.000 samochodów i jeszcze większą liczbę pieszych). Otwarcie tunelu Tyne w 1967 spowodowało ogromne ograniczenie ruchu promowego. Do dziś pozostało jedno połączenie przez Tyne: z South Shields do North Shields. W 1972 operujące tu przedsiębiorstwo "Market Place Ferry" zostało przejęte przez "Nexus" (dawniej "Tyne and Wear Passenger Transport Executive"). W tym samym roku zwodowano prom Freda Cunningham, a w 1976 Shieldsman. Ten pierwszy wycofano w 1993 i zastąpiono jednostką Pride of the Tyne. Shildsmana wycofano w 2007 i zastąpiono promem Spirit of the Tyne.

## Stan obecny
W 2024 na rzece operują dwa promy: Pride of the Tyne (303 pasażerów) i Spirit of the Tyne (200 pasażerów). Oba napędzane są jednostkami Voith Schneider umieszczonymi na obu końcach. Każda łódź ma dwa generatory dostarczające energię elektryczną. Projekt Pride of the Tyne został sporządzony na podstawie Shieldsmana, przy poprawieniu standardu zaokrętowania pasażerów. Konstrukcja Spirita została zaadaptowana z promu Gosport, operującego pomiędzy Portsmouth a Gosport. Kadłuby obu promów podzielone są na pięć wodoszczelnych przedziałów. Obie łodzie mają samopompujące tratwy, które są zamontowane na każdym końcu głównego pokładu. Dodatkowo na pokładzie Pride’a znajdują się 303 kamizelki ratunkowe, a na Spiricie 209, co starcza dla pełnego składu pasażerów i załogi. Obydwa statki posiadają rampy wejściowe o szerokości dwóch metrów, umożliwiające wejście na pokład wszystkim pasażerom, w tym osobom z wózkami dziecięcymi, wózkami inwalidzkimi i rowerami.
Promy kursują po przekątnej rzeki, bez konieczności skręcania.